# Richard Lange (Jurist)
Richard Lange (* 29. April 1906 in Wittstock/Dosse; † 14. September 1995) war ein deutscher Rechtswissenschaftler und Kriminologe. Er lehrte Strafrecht an den Universitäten von Jena, Berlin (FU) und Köln.

## Werdegang
Lange war in der Zeit des Nationalsozialismus Mitglied des NSDDB, einer Untergliederung der NSDAP für Akademiker. 1934 wurde seine Mitgliedschaft in der NSDAP, trotz Aufnahmesperre, vom Leiter der Partei-Kanzlei (Martin Bormann) befürwortet. Nach dem zweiten Staatsexamen 1933 wurde Lange Assistent des Berliner Strafrechtslehrers Eduard Kohlrausch. 1935 promovierte er bei Kohlrausch mit der Arbeit „Der moderne Täterbegriff“. Nach seiner Promotion wurde er nicht weiter auf seiner Assistentenstelle beschäftigt. Nach Oehler wurde seine Entlassung von den Nationalsozialisten aufgrund einer Denunziation erzwungen. Jedoch wurde Lange in den folgenden Jahren noch zweimal für kürzere Zeiträume als Hilfsassistent eingestellt. Außerdem wurde Lange Mitautor des Kommentars von Kohlrausch zum Strafgesetzbuch und kommentierte unter anderem das zu den Nürnberger Rassegesetzen gehörende „Gesetz zum Schutze des deutschen Blutes und der deutschen Ehre“ und das Heimtückegesetz.
Lange arbeitete zunächst als Staatsanwalt. 1940 habilitierte er sich an der juristischen Fakultät in Jena mit der Arbeit „Die notwendige Teilnahme“. 1943 wurde er zum ordentlichen Professor in Jena ernannt.

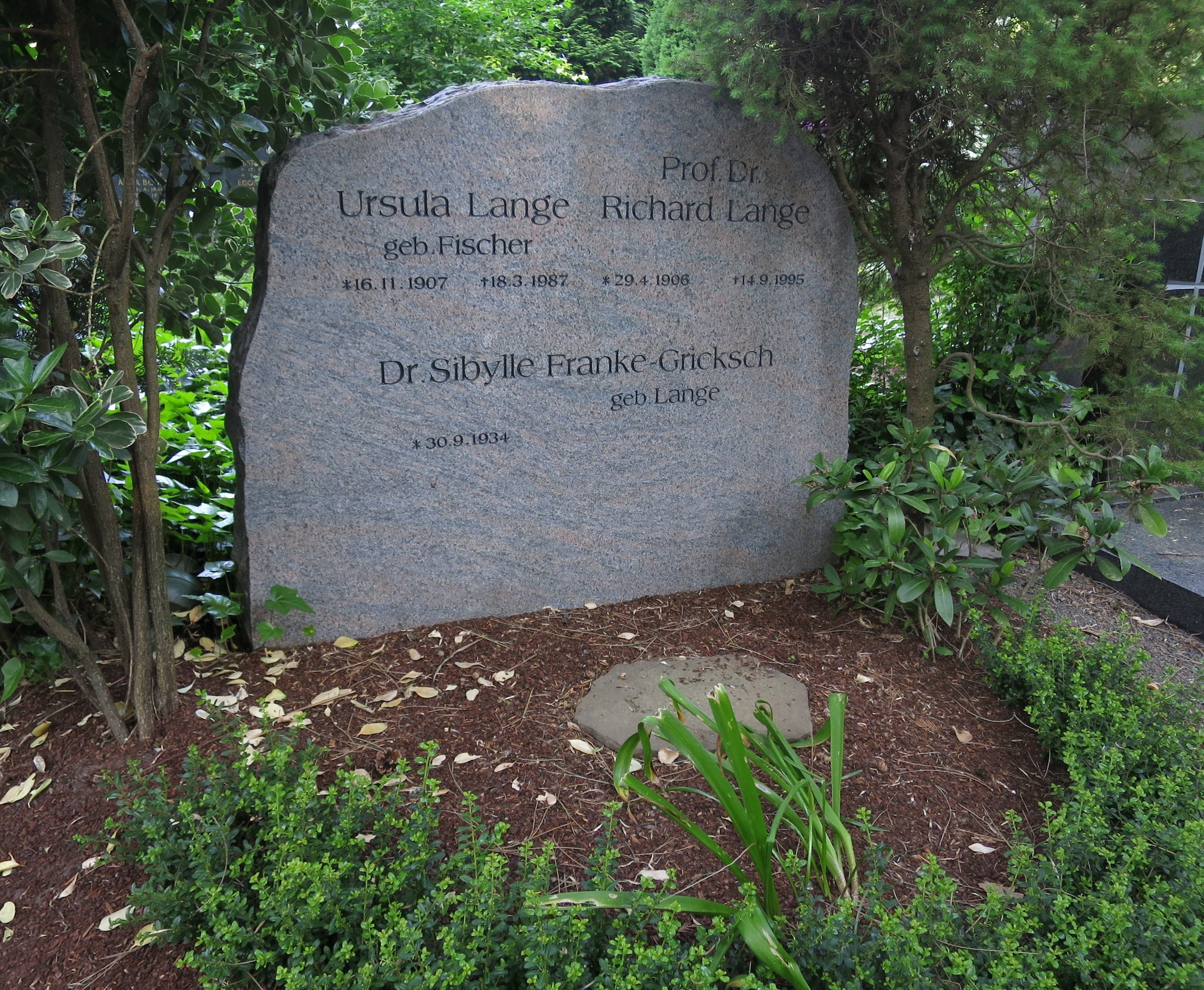
Grab (Friedhof Melaten)

Auch nach dem Krieg blieb Lange zunächst Professor in Jena. 1946 wurde er außerdem Präsident der Thüringischen Landesversammlung. Rufe an die Humboldt-Universität zu Berlin und die Universität Leipzig lehnte er ab. 1949 wechselte er an die Freie Universität Berlin, zog aber schon 1951 weiter an die Universität zu Köln. Dort lehrte er bis zu seiner Emeritierung im Jahr 1974.
1969 besetzte der SDS das Kriminalwissenschaftliche Institut Richard Langes an der Kölner Universität, um eine Diskussion über seine NS-Belastung zu erzwingen. Der Rektor stellte sich hinter Lange und rief die Polizei.
Richard Lange war der akademische Lehrer von Günter Warda.
Seine Grabstätte befindet sich auf dem Kölner Friedhof Melaten (Flur 39).

## Wissenschaftliches Werk
Der Schwerpunkt der Forschungsarbeit Langes lag auf der Dogmatik des Strafrechts und auf der Kriminologie. Nach seinem Weggang aus Jena war er einer der wenigen westdeutschen Strafrechtslehrer, die sich mit dem Recht der DDR auseinandersetzten.
In seinen späten kriminologischen Schriften beklagte Lange, dass der Mensch allzu sehr als passives Objekt von Naturgesetzlichkeiten, Tiefenströmungen oder sozialen Einflüssen gesehen würde und folglich „der Andere“, „der Kranke“ oder der „sozial Deformierte“ sei. Die Erforschung der Persönlichkeit komme zu kurz. Lange schlug den Kriminologen in diesem Zusammenhang vor, sich der modernen Anthropologie zuzuwenden und mit ihr eine sinngebende Mitte der Fachdisziplin zu finden.

## Schriften (Auswahl)
- Der moderne Täterbegriff und der deutsche Strafgesetzentwurf. De Gruyter, Berlin; Leipzig 1935.
- zusammen mit Eduard Kohlrausch: Strafgesetzbuch mit Nebengesetzen und Erläuterungen. De Gruyter, Berlin 1941, 1944, 1950 + 1956
- Wandlungen in den kriminologischen Grundlagen der Strafrechtsreform. C. F. Müller, Karlsruhe 1960.
- Das Rätsel Kriminalität: Was wissen wir vom Verbrechen?. Metzner, Frankfurt a. M.; Berlin 1970.
- Summa criminologica. Ausgewählte Schriften zur Kriminologie aus den Jahren 1952 bis 1991. Aus Anlass seines 85. Geburtstages am 29. April 1991 in zwei Bänden neu hrsg. von Dieter Meurer. Elwert, Marburg 1991, ISBN 3-7708-0953-X.

## Nachweise
1. ↑  Ernst Klee: Das Kulturlexikon zum Dritten Reich. Wer war was vor und nach 1945 (= Die Zeit des Nationalsozialismus. Bd. 17153). Vollständig überarbeitete Ausgabe. Fischer-Taschenbuch-Verlag, Frankfurt am Main 2009, ISBN 978-3-596-17153-8, S. 319.
2. ↑  Harry Waibel: Diener vieler Herren. Ehemalige NS-Funktionäre in der SBZ/DDR. Lang, Frankfurt am Main 2011, ISBN 978-3-631-63542-1, S. 193.
3. ↑  Jörg Opitz: Die Rechts- und Wirtschaftswissenschaftliche Fakultät der Universität Jena und ihr Lehrkörper im "Dritten Reich". In: Uwe Hoßfeld, Jürgen John, Oliver Lemuth, Rüdiger Stutz (Hrsg.): "Im Dienst an Volk und Vaterland". Die Jenaer Universität in der NS-Zeit. Böhlau, Köln u. a. 2005, ISBN 3-412-16704-5, S. 191–240, hier S. 224 f.
4. ↑  Oehler, NJW 1996, 369
5. ↑  Anna-Maria von Lösch: Der nackte Geist. Die juristische Fakultät der Berliner Fakultät im Umbruch von 1933 (=Beiträge zur Rechtsgeschichte des 20. Jahrhunderts; 26). Mohr Siebeck, Tübingen 1999, ISBN 3-16-147245-4, S. 349 f.
6. ↑  Walter Pauly, Rezension von: U. v. Hoßfeld, Uwe, J. John, O. Lemuth, R. Stutz, Kämpferische Wissenschaft 2003, ZRG (Germ. Abt.) 122 (2005) online unter .
7. ↑  Peter Dohms: Die Studentenbewegung von 1968 an den nordrhein-westfälischen Hochschulen. In: Geschichte in Köln. Band 55, Nr. 1, 1. Dezember 2008, ISSN 2198-0667, S. 205–243, hier S. 229, doi:10.7788/gik.2008.55.1.205.
8. ↑  Holl, Kurt; Glunz, Claudia: 1968 am Rhein. Satisfaction und Ruhender Verkehr. Schmidt von Schwind, Köln 1998, ISBN 3-932050-11-8, S. 100.
9. ↑  Dazu besonders: Richard Lange, Das Rätsel Kriminalität: Was wissen wir vom Verbrechen?, Frankfurt a. M.; Berlin: Metzner, 1970, S. 340 ff.

| Personendaten    | Personendaten                                   |
| ---------------- | ----------------------------------------------- |
| NAME             | Lange, Richard                                  |
| KURZBESCHREIBUNG | deutscher Rechtswissenschaftler und Kriminologe |
| GEBURTSDATUM     | 29. April 1906                                  |
| GEBURTSORT       | Wittstock/Drosse                                |
| STERBEDATUM      | 14. September 1995                              |